# MGM Television
Metro-Goldwyn-Mayer Television, ou MGM Television (plus tard MGM/UA Television), fondée en 1955, est une société de production de télévision et de cinéma américaine, filiale de MGM.
Parmi les séries produites par MGM Television, on peut citer Spy Girls, Stargate SG-1, Stargate Atlantis, Stargate Universe, Jeremiah, Dead Like Me, Teen Wolf, Fargo et The Handmaid's Tale : La Servante écarlate.